# RUR-4 Weapon Alpha
RUR-4 Weapon Alfa byla protiponorková zbraň používaná námořnictvem Spojených států amerických od roku 1952. Jednalo se o vrhač raketových hlubinných pum. Roku 1963 byl systém přeznačen na RUR-4A. Roku 1969 byl vyřazen a nahradil ji modernější systém RUR-5 ASROC.

## Popis

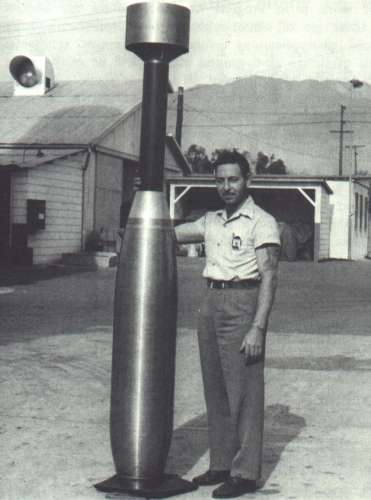
Hlubinná puma systému Weapon Alpha

Raketovou hlubinnou pumu od roku 1946 vyvíjela organizace NOTS (Naval Ordnance Test Station) v China Lake v Kalifornii. Tehdy ještě byla označována Weapon Able. Systém sestával z jednohlavňové věžičky M108, ze které byly odpalovány raketové hlubinné pumy. Puma měla průměr 324mm a hmotnost 235 kg. Poháněl ji raketový motor na tuhé pohonné látky. Stabilizaci za letu zajistily čtyři lichoběžníkové stabilizační plochy. Místo dopadu neřízené pumy bylo dáno náměrem a odměrem odpalovacího zařízení, které bylo propojeno se sonary mateřské lodi. Systém měl kadenci 12 střel za minutu.

## Uživatelé

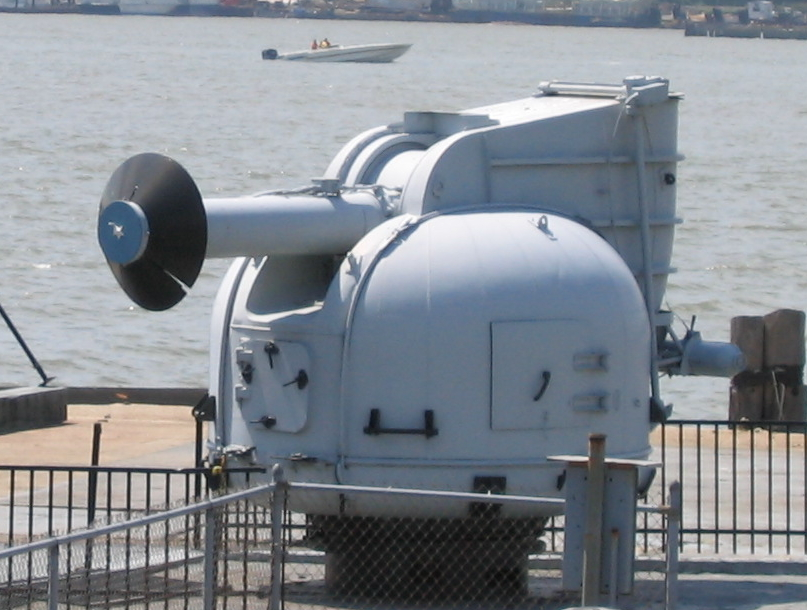
Věž M108

- Námořnictvo Spojených států amerických – systémem Weapon Alpha byla vybavena část modernizovaných druhoválečných torpédoborců tříd Fletcher a Gearing, dále vůdčí loď torpédoborců USS Norfolk (DL-1), torpédoborce třídy Mitscher a eskortní torpédoborce třídy Dealey.

- Japonské námořní síly sebeobrany – systémem Weapon Alpha byly vyzbrojeny torpédoborce třídy Akizuki a fregaty třídy Isuzu.

## Hlavní technické údaje (RUR-4)[1]
- Průměr: 324 mm
- Hmotnost: 235 kg
- Hmotnost hlavice: 113 kg[2]
- Délka: 2,6 m
- Dosah: 730 m